# 沈孚先
沈孚先（1576年—1613年），字白生，浙江嘉兴府嘉兴县人。明朝政治人物。同進士出身。

## 生平
萬曆二十五年（1597年）丁酉科浙江鄉試舉人，萬曆二十六年（1598年）聯捷戊戌科進士，禮部觀政，授應天府學教授，二十八年升國子監助教，三十一年升工部都水司主事，本年管南旺閘，三十二年養病。三十四年補原職，三十五年差荊州抽分，三十七年調吏部主事，調考功司，調文選司，本年升驗封司員外郎，調考功司，調文選司，三十九年升驗封司郎中，給假遷葬。四十一年卒。著有《人材錄》、《尚白齋稿》。

## 家族
曾祖沈鍨。祖沈光華，通判。父沈思述，封工部主事。兄沈德先（字天生），具为藏书家。